# Politikens filmjournal 106
|  | Denne artikel er oprettet af botten Steenthbot ud fra en ekstern database. Den kan derfor have sproglige fejl eller mangler. Denne skabelon kan fjernes efter kontrol af indholdet. |

Politikens filmjournal 106 er en dansk dokumentarisk optagelse fra 1951.

## Handling
1) Minde-ankeret for de sømænd, der mistede livet i 2. Verdenskrig, indvies i Nyhavn. Vicedmiral Vedel fra Søværnet lægger krans ved ankeret.

2) Jamaica: en voldsom orkan hærger Jamaica.

3) Danmark modtager fem Republic F-84 Thunder-jetjagere til Luftvåbnet. NATOs øverstkommanderende i Europa Dwigth Eisenhower (senere USAs præsident) og udenrigsminister Ole Bjørn Kraft er til stede under opvisningen i Københavns Lufthavn.

4) Frankrig: Europamesterskaberne i roning. Erik Larsen fra Køge deltager og vinder europamesterskabet i single sculler. Den danske 8'er bliver nr. 2.

5) Fagenes Fest på Østerbro Stadion er arrangeret af "Socialdemokraten". 12.000 tilskuere er mødt op. Der er tjener-stafetløb, tovtrækning, dyst over vandbassin, sneboldkamp og skorstensfejernes melkastning.

6) England: Winston Churchill udnævnes til æresborger i to engelske byer.